# Allée Louis-de-Funès
L'allée Louis-de-Funès est une voie du 8e arrondissement de Paris, en France.

## Situation et accès

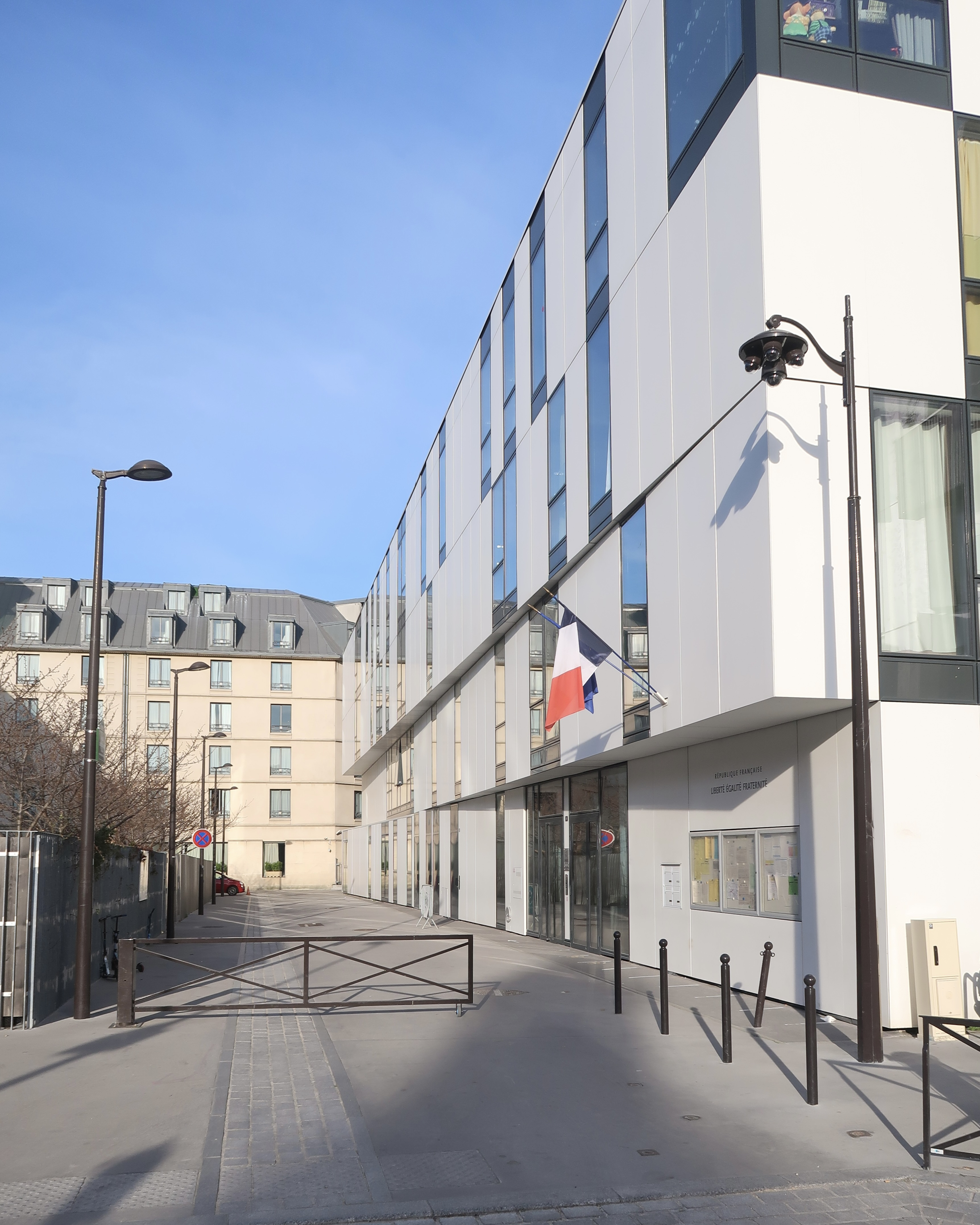
L'école, sur la droite.

L'allée Louis-de-Funès est une voie publique située dans le 8e arrondissement de Paris. Elle se situe à côté de la rue Laure-Diebold, derrière l'ancien hôpital Beaujon, et finit en impasse.
Le jardin Tereska-Torrès-Levin, la piscine Beaujon et le centre sportif Jacqueline Auriol ainsi que l'école publique Louis-de-Funès sont accessibles par l'allée.

## Origine du nom

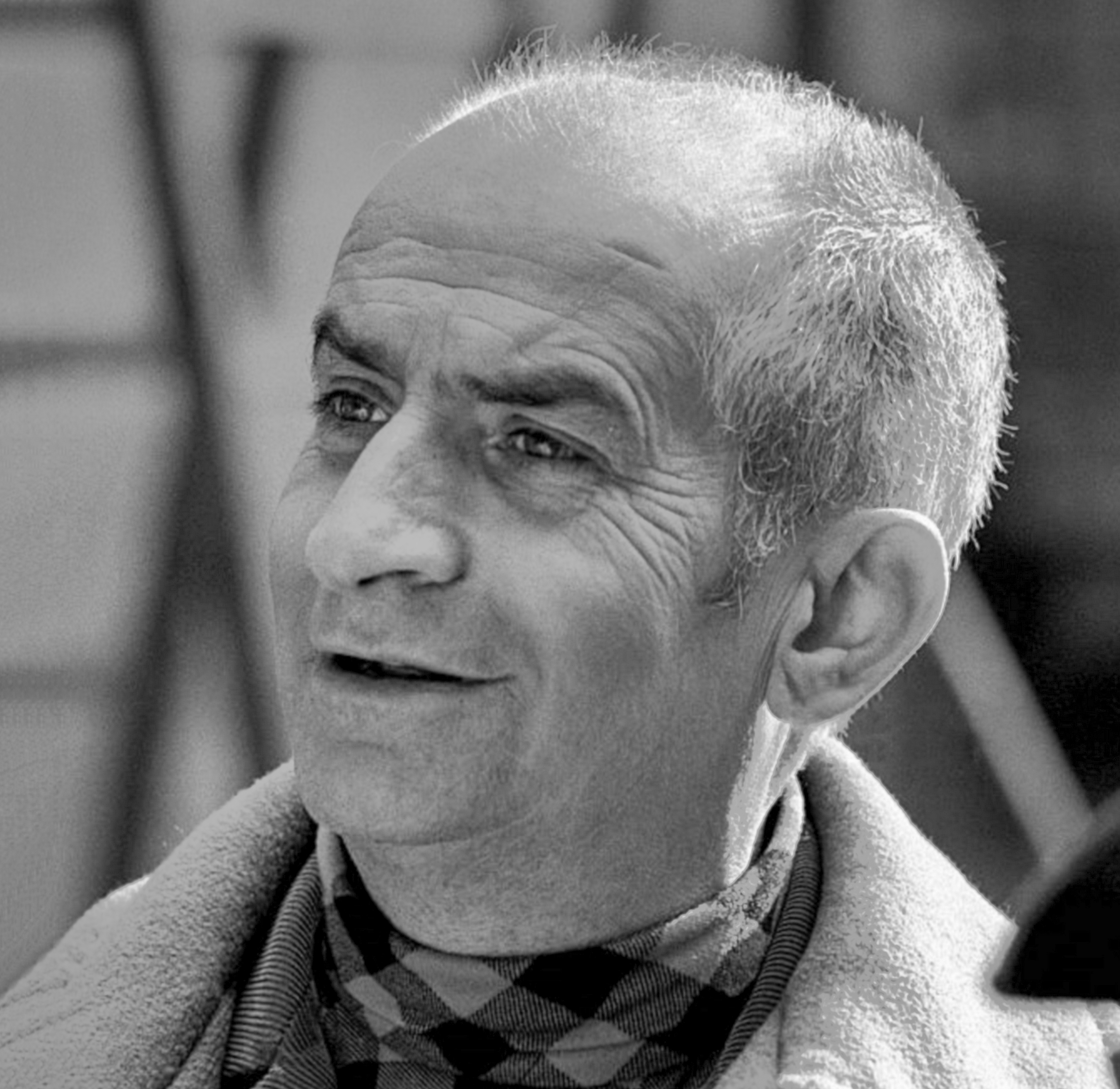
Louis de Funès, en 1970.

Elle porte le nom de l'acteur de théâtre et de cinéma Louis de Funès (1914-1983), qui habitait rue de Monceau, dans le même arrondissement.

## Historique
La voie est créée, en même temps que la rue Laure-Diebold, dans le cadre de l'aménagement de la ZAC Beaujon sous le nom provisoire de « voie M/8 » et prend sa dénomination actuelle par un arrêté municipal du 10 janvier 2013.